# Iiyama
Iiyama (飯山市, Iiyama-shi?) è una città giapponese della prefettura di Nagano.
Il nome della città è lo stesso dell'azienda Iiyama, produttrice di monitor per PC.